# حكومة عبد الله اليافي التاسعة
الحكومة اللبنانية الاربعون بعد الاستقلال، والسادسة بعهد الرئيس شارل حلو، وهي تاسع حكومة يترأسها عبد الله اليافي (السابعة بعد الاستقلال). شكلت الحكومة بموجب المرسوم رقم 9432 بتاريخ 8 شباط / فبراير 1968، ونالت الثقة بموجب 85 صوتاً ضد 4 أصوات، واستقالت الحكومة بتاريخ 12 تشرين الأول 1968.

## أعضاء الحكومة
- عبد الله اليافي رئيساً لمجلس الوزراء ووزيراً للدفاع الوطني ووزيراً للمالية.
- فؤاد بطرس نائباً لرئيس مجلس الوزراء ووزيراً للخارجية والمغتربين ووزيراً للسياحة.
- سليمان فرنجية وزيراً للأشغال العامة والنقل ووزيراً للداخلية.
- إدوار حنين وزيراً للاقتصاد الوطني ووزيراً للعمل والشئون الاجتماعية.
- جان عزيز وزيراً للأنباء ووزيراً للتربية الوطنية والفنون الجميلة ووزيراً للتصميم العام.
- رشيد بيضون وزيراً للبرق والبريد والهاتف ووزيراً للعدل.
- خالد جنبلاط وزيراً للصحة العامة ووزيراً للزراعة.
- أنور أحمد الخطيب وزيراً للموارد المائية والكهربائية.
- هنري فرعون وزير دولة.

### تعديلات حكومية
أجري أكثر من تعديل على تشكيلة الحكومة طول فترة ولايتها وهي كالتالي:
- في 11 نيسان / أبريل 1968 تعديل حكومي تم بموجبه تعيين:
  - جوزف نجار وزيراً للبرق والبريد والهاتف ووزيراً للتصميم العام.
  - رشيد بيضون وزيراً للسياحة.
- في 19 حزيران / يونيو 1968 تعديل حكومي تم بموجبه تعيين:
  - سليمان فرنجية وزيراً للاقتصاد الوطني.
  - جوزف نجار وزيراً للعمل والشئون الاجتماعية.
- في 5 تموز / يوليو 1968 تعديل حكومي تم بموجبه تعيين:
  - عبد الله اليافي وزيراً للداخلية.
  - رشيد بيضون وزيراً للدفاع الوطني.
  - سليمان فرنجية وزيراً للعدل.
  - بيار إده وزيراً للمالية.
- في 8 تشرين الأول / أكتوبر 1968 تعديل حكومي تم بموجبه تعيين:
  - عبد الله اليافي وزيراً للأنباء.
  - جوزف نجار وزيراً للتربية الوطنية والفنون الجميلة.

## وصلات خارجية
- موقع رئاسة مجلس الوزراء الرسمي